# Foppolo
Foppolo ist eine italienische Gemeinde (comune) mit 152 Einwohnern (Stand 31. Dezember 2023) in der Provinz Bergamo, Region Lombardei.

## Geographie
Foppolo liegt 40 km nördlich der Provinzhauptstadt Bergamo und 80 km nordöstlich der Metropole Mailand.
Die Nachbargemeinden sind Caiolo (SO), Carona, Cedrasco (SO), Fusine (SO), Tartano (SO) und Valleve.